# 문화 공감
문화 공감은 KBS 한민족방송(AM 972, 6015, 1170kHz)에서 방송되는 문화 정보 프로그램이다. 진행자는 윤지영 아나운서이며, 생방송은 매일 아침 8시 5분부터 아침 9시까지, KBS 3라디오(수도권 FM 104.9MHz, AM 1134kHz) 본방송은 매일 오후 5시부터 저녁 5시 55분까지, 그리고 KBS 1라디오(전국, 수도권 기준 FM 97.3MHz, AM 711kHz) 본방송은 매일 밤 12시 5분부터 새벽 1시까지이다. 단, 이 프로그램은 모두 전국방송이다.

## 역사
2013년 4월 8일에 첫방송을 시작했으며, 원래는 KBS 1라디오에서 방송됐으나, 2018년 5월 28일부터 KBS 한민족방송으로 채널을 이관했다.